# Luis Ignacio de la Vega
Luis Ignacio „El Tallarín” de la Vega Leija (ur. 23 czerwca 1914 w San Luis Potosí, zm. 19 września 1974 w Tijuanie) – meksykański koszykarz, brązowy medalista letnich igrzysk olimpijskich w Berlinie. Zagrał w pięciu spotkaniach.